# Sjöröveri i Somalia

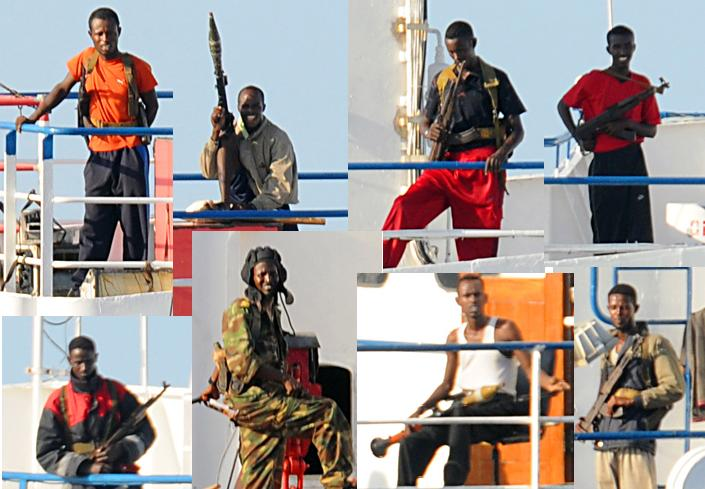
Stilstudie av pirater under kapningen av lastfartyget MV Faina 2008.

Sjörövare i Somalia anfaller handelsfartyg och fiskefartyg i Adenviken och Indiska oceanen. Adenviken är en viktig transportled för fartyg mellan Europa och Asien som passerar Suezkanalen.
Piraterna motiveras av pengar och inte av ideologi. Under år 2008 lyckades piraterna tillförskaffa sig runt 30 miljoner dollar i lösensummor. Detta var en tre gånger så stor summa som Puntlands offentliga utgifter. Majoriteten av piraterna uppgavs också härstamna från just Puntland.
EU har upprättat särskilda domstolar i Kenya och på Seychellerna för att hantera ärenden gällande somaliska pirater.

## Historia
Sedan början av 2000-talet har pirater varit ett stort hot mot båtar och fartyg kring Adenviken.
I oktober 2005 begärde Somalias premiärminister, Ali Mohamed Gedi, assistans från grannländerna att patrullera Somalias kust för att komma tillrätta med piratverksamheten. I april 2006 gav landet den amerikanska marinen tillstånd att patrullera havet kring kusten. I juni 2007 begärde FN:s världslivsmedelsprogram (WFP) och Internationella sjöfartsorganisationen (IMO) internationell assistans för att skydda  humanitära hjälpsändningar som sjövägen transporterades till Somalia i WFP:s regi från piratattacker.
I juni 2008 beslöt FN:s säkerhetsråd enhälligt att tillåta internationella krigsfartyg att patrullera utanför somaliska kusten.
I slutet av 2008 ansågs Somalia, tillsammans med Nigeria och Indonesien, vara en av de länder där det förekom flest piratattacker. Cirka 1200 somalier beräknades ägna sig åt piratverksamhet och dessa var organiserade i minst sex större grupper. Den genomsnittliga lösesumman för ett skepp hade på några år  stigit från 10 000 dollar till en miljon dollar i slutet av 2008. Mellan åren 2009 och 2011 utfördes omkring 200 piratattacker per år i Adenviken. Mellan åren 2011 och 2021 minskade stadigt attackerna och kapningarna på grund av de multinationella insatserna mot pirater utanför Somalia. Åren 2013 och 2014 gjordes endast ett fåtal försök till kapningar varav inga lyckades. I slutet av 2014 hölls dock fortfarande 37 personer som gisslan av somaliska pirater. Den 3 december 2021 beslutade FN:s säkerhetsråd att förlänga insatsen.
Sverige hade fem bidrag till EU:s insats Operation Atalanta under perioden 2009 till 2017 för att minska piratverksamheten i Adenviken.

## Uppmärksammade piratattacker

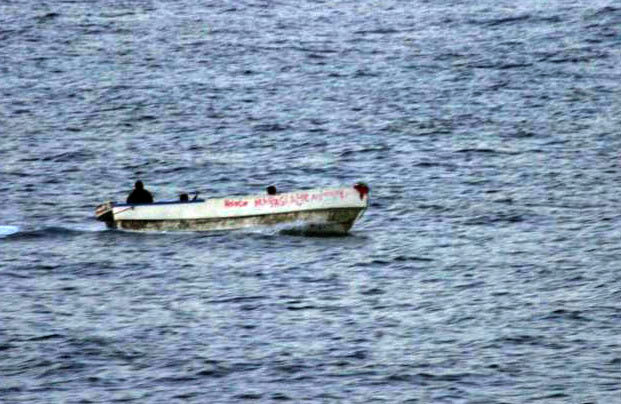
Sjörövare utanför Somalias kust.

Den 27 juni 2005 kapade pirater fartyget MV Semlow, som skulle transportera FN:s livsmedelsbistånd. Fartyget hölls i 100 dagar. Den 12 oktober 2005 kapades ytterligare ett  FN-fartyg, MV Miltzow, som skulle transportera hjälpmedel. Fartyget hölls kvar i mer än 30 timmar.
I november 2008 kapades en supertanker, Sirius Star, innehållande olja med ett värde av 800 miljoner kronor. Under 2008 kapades totalt drygt 100 fartyg i de pirattäta områdena kring Afrikas horn.
Onsdagen den 17 december 2008 anfölls ett kinesiskt fartyg, Zhenua 4, av somaliska pirater. Med hjälp av två motorbåtar lyckades piraterna hinna ikapp det stora fartyget och öppnade eld. Besättningen tillverkade molotovcocktails med hjälp av ölflaskor för att skydda sig mot angriparna. Slutligen kom helikoptrar till fartygets undsättning och angriparna valde att ge upp.
8 april 2009 anföll fyra somaliska pirater det USA-registrerade fartyget Maersk Alabama 240 kilometer sydväst om den somaliska hamnstaden Eyl. Fartyget var lastat med 17 000 ton last varav 5000 ton var avsett för Somalia, Uganda, och Kenya. 12 april 2009, dödade prickskyttar från Navy SEALs tre pirater som höll kapten Richard Phillips gisslan ombord på en livbåt från Maersk Alabama. Den fjärde piraten, Abdulwali Muse, gav upp och fördes senare till USA för att ställas inför rätta.
28 februari 2011 tillfångatogs en dansk familj av pirater. Piraterna hotade att döda familjen om Danmark försökte att frita dem. De sju  personerna blev frigivna efter 197 dagar efter att en lösensumma på 16 miljoner danska kronor betalts.

## Militär närvaro

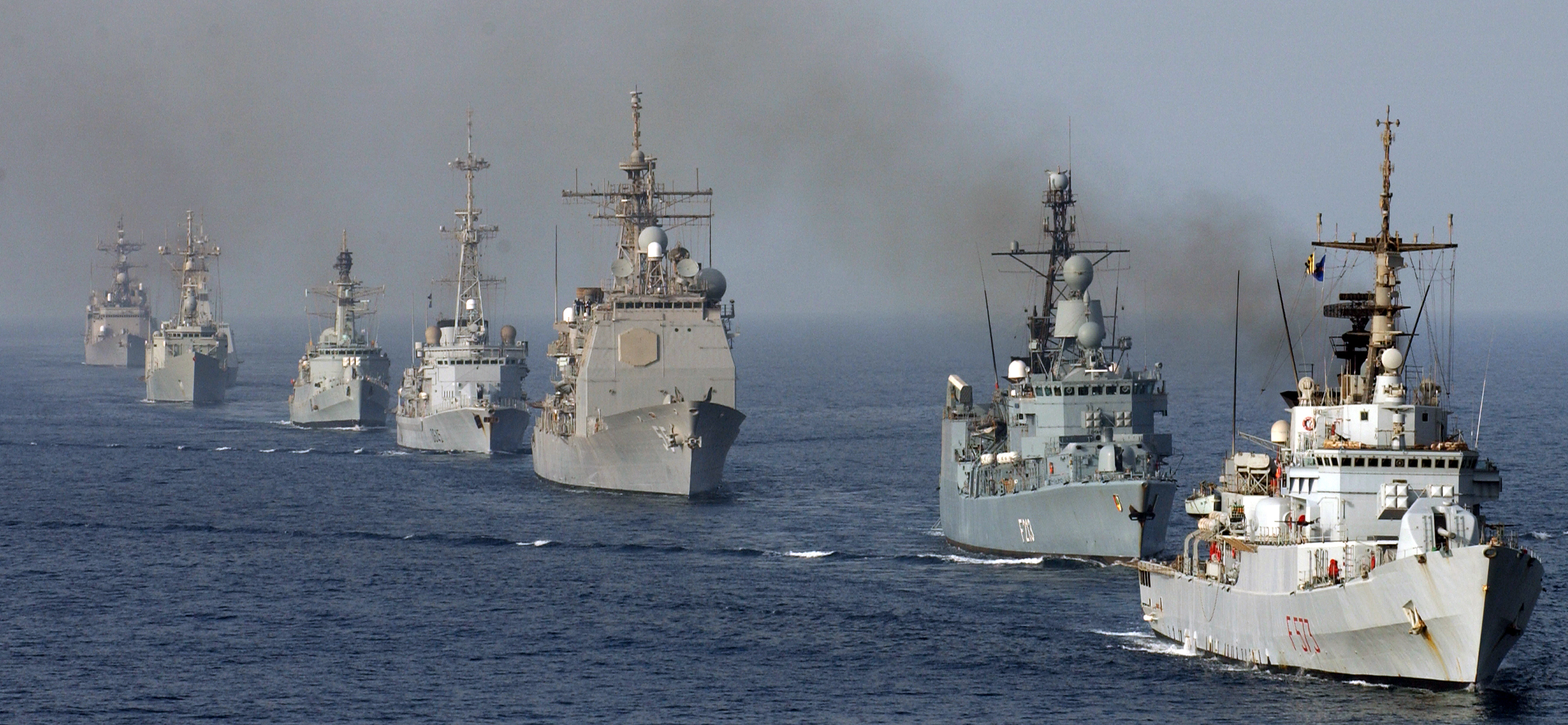
Combined Task Force 150.

Utanför Somalias kust fanns i maj 2009 ett antal marina styrkor från flera länder och organisation, EUNAVFOR, operation Atalanta som med stöd av FN resolutionerna 1814, 1816, 1838 1846 skall eskortera och skydda matsändningar från Världslivsmedelsprogrammet. Här ingår tre fartyg från svenska marinen från 15 maj. Det första svenska förband som deltog i insatsen hette ME01.
CTF151 är en USA-ledd flottstyrka där bland annat det danska fartyget HDMS Absalon ingår. Ryssland, Indien, Japan och Kina har egna marina enheter utanför Somalias kust.